# ウィザードリィRPG
『ウィザードリィRPG』は、1980年代後半から1990年代中盤にかけて日本で製作されアスキーより発売されたTRPGである。
そのタイトルが示す通りコンピュータRPG『ウィザードリィ』を原作としている。
原作のウィザードリィが元祖TRPG『ダンジョンズ&ドラゴンズ』をベースにして作られたコンピュータゲームであるだけに、
独自の進化を遂げたオリジナルタイトルのTRPGよりも『ダンジョンズ&ドラゴンズ』の影響を色濃く残しており、TRPGのシナリオとしては古典的なダンジョン探索に向いたシステムになっている。
サポートはアスキー発行の卓上ゲーム雑誌『LOGOUT』誌にて展開された。

## ウィザードリィRPG
グループSNEの安田均が中心になって展開したウィザードリィRPGシリーズ。発売元はアスキー。
ウィザードリィRPGシリーズにおける最初の版で、基本システムはボックス形態で発売された。
コンピュータ版シナリオ#1をベースにしたオリジナル世界「エセルナート」を舞台にした様々なシナリオが提供された。
また2005年には『ウィザードリィRPG復刻版』としてA4判書籍形態で発売された。

### システム
命中判定では、サイコロとして100面ダイス1個（1D100）を使用する。
AC10の目標に対して、0レベルキャラクターは命中率が50％となる。
そこからACが1下がるごとに命中率が5％低下する。
戦闘は3×5マスの戦闘シート上で解決され、配置や移動は重要な要素となる。

### 製品リスト
- ウィザードリィロールプレイングゲーム　（1988年にボックス版にて発売。基本ルールブック）
  - ウィザードリィロールプレイングゲーム　キャンペーンシナリオ　トレボー戦役　（ワールドガイドとキャンペーンシナリオ集。ボックス版）
  - ウィザードリィロールプレイングゲーム　サプリメント01　ダロスの盾　（シナリオ集。A4判書籍）
  - ウィザードリィロールプレイングゲーム　サプリメント02　ノームの黄金を求めて　（シナリオ集。A4判書籍）
  - ウィザードリィロールプレイングゲーム　サプリメント03　ガザル＝ボダの紅い疾風　（シナリオ集。A4判書籍）
- ウィザードリィRPG　復刻版　（2005年にA4判書籍にて販売。ホビーベース発行。ISBN 4-903177-05-X）

内容的には基本ルールブックと『トレボー戦役』をセットにした復刻版。版権の問題から、呪文やキャラクターの名前などがコンピュータゲーム版から変更されている。

## 真ウィザードリィRPG
グループSNEの佐脇洋平が中心になって展開したウィザードリィRPGシリーズ。発売元はアスキー出版局およびアスペクト。
ルールシステムの拡張を図った版で、A5判書籍形態で発売された。
また、『改訂版ルールブック』では、完全オリジナルの世界設定である異国「ズダイ・ツァ」での冒険を行うためのシナリオソースが掲載された。

### システム
命中判定では、サイコロとして100面ダイス1個（1D100）を使用する。
AC10の目標に対して、0レベルキャラクターは命中率が50％となる。
そこからACが1下がるごとに命中率が5％低下する。
戦闘は3×5マス（あるいはそれ以上）の戦闘シート上で解決され、配置や移動は重要な要素となる。
キャラクターは技能と呼ばれる特殊な長所を得ることができる。
チェックが有利になる「薬学」「歴史」といったもの、戦闘が有利になる「魔法強化」といったもの、
まったく特殊な能力を得られる「腕はやし」「飛行」「ブレス」「変身」といったものがある。

### 製品リスト
- 真・ウィザードリィRPG　基本システム　（1991年にA5判書籍にて発売。基本ルールブック。ISBN 4-89366-097-7）
  - 真ウィザードリィRPG　シナリオ集(1)　終末の魔剣　（シナリオ集。A5判書籍。ISBN 4-7561-0626-9）
  - 真ウィザードリィRPG　リプレイ集(1)　地獄の狂宴　（リプレイ集。A5判書籍。ISBN 4-7561-0629-3）
  - 真ウィザードリィRPG　マスター・スクリーン　（A4判書籍。ISBN 4-7561-0652-8）
- 真ウィザードリィRPG　改訂版ルールブック　（1993年にA5判書籍にて発売。第二版基本ルールブック。著者は佐脇洋平とグループSNE。監修は安田均。ISBN 4-7561-0845-8）
  - 真ウィザードリィRPGリプレイ　異境(ズダイ・ツァ)への扉　（リプレイ集。ログアウト冒険文庫。ISBN 4-89366-168-X）
  - 真ウィザードリィRPGリプレイ　戦乱の序曲(オーヴァーチュア)　　（リプレイ集。ログアウト冒険文庫。ISBN 4-89366-172-8）
  - 真ウィザードリィRPGリプレイ　奇跡の4人組(ミラクルカルテット)　（リプレイ集。ログアウト冒険文庫。ISBN 4-89366-253-8）
  - 真ウィザードリィRPGサプリメント[上]　エセルナート大脱出　（シナリオ集。ログアウト冒険文庫。ISBN 4-89366-293-7）
  - 真ウィザードリィRPGサプリメント[下]　新世界へ！　（シナリオ集。ログアウト冒険文庫。ISBN 4-89366-308-9）

## アドバンスト・ウィザードリィRPG
F.E.A.R.の伏見健二が中心になって展開したウィザードリィRPGシリーズ。発売元はアスペクト。
システムを大きく変えたコンピュータ版シナリオ#6に準拠したルールシステムであり、文庫形態で発売された。

### システム
命中判定では、サイコロとして6面ダイス1個（1D6）を使用する。
AC10の目標に対して、0レベルキャラクターは命中率が5/6（83.3％）となる。
そこからACが2下がるごとに命中率が1/6低下する。
これまでの『ウィザードリィRPG』『真ウィザードリィRPG』、あるいは『ダンジョンズ&ドラゴンズ』と比較して、
命中率が非常に高く設定されており、極端に先手有利、攻撃側有利の戦闘バランスに傾いている。
それと同時に「先手となった側の全員が先に行動する」ルールが採用されたため、先手を取って一方的に敵を殲滅する、という戦闘が繰り返される。
これは原作『ウィザードリィ6』と比較しても、
まったく独自となる戦闘バランスである。

### 製品リスト
- アドバンスト・ウィザードリィRPG　ルールブック　（1995年にログアウト冒険文庫にて発売。基本ルールブック。ISBN 4-89366-319-4）
  - アドバンスト・ウィザードリィRPG　モンスターマニュアル　（モンスターデータ集。ログアウト冒険文庫。ISBN 4-89366-320-8)
  - アドバンスト・ウィザードリィRPG　モンスターマニュアル2　（モンスターデータ集。ログアウト冒険文庫。ISBN 4-89366-326-7）
  - アドバンスト・ウィザードリィRPG　パワーアップキット　（追加データ集。ログアウト冒険文庫。ISBN 4-89366-365-8）
  - アドバンスト・ウィザードリィRPGリプレイ　冒険者・失格！　（リプレイ集。ログアウト冒険文庫。ISBN 4-89366-394-1）